# Thomas Bilotti
Thomas Bilotti, detto Tommy (Staten Island, 23 marzo 1940 – New York, 16 dicembre 1985), è stato un mafioso statunitense, appartenente alla famiglia Gambino di New York. Per un breve periodo ricoprì il ruolo di sottocapo dell’organizzazione. La sua promozione a questa posizione contribuì a scatenare l’omicidio del boss Paul Castellano nel 1985, evento durante il quale anche Bilotti fu assassinato.

## Biografia
Thomas Bilotti nacque il 23 marzo 1940 a Staten Island, New York, da genitori italiani immigrati: Lillian (nata Rosso) e Anthony Bilotti. Fin da giovane entrò a far parte dell’ambiente mafioso, diventando affiliato alla squadra di John “Johnny D” D’Alessio, un caporegime della famiglia Gambino che controllava il gioco d’azzardo illegale e altri affari illeciti a Staten Island. In seguito, Bilotti collaborò anche con i fratelli di John, Alexander “Pope” D’Alessio e Michael “Mikey D” D’Alessio.

## Carriera criminale
Tra i suoi incarichi ci fu anche quello di autista e guardia del corpo di Alexander “The Ox” DeBrizzi, zio dei fratelli D’Alessio e figura di spicco nella gestione del porto di Staten Island per conto dei Gambino.Con il tempo, Bilotti divenne un membro fidato della squadra dei D’Alessio, coinvolto in racket sindacali, estorsioni e prestiti a usura.
Nel 1969 fu arrestato a Staten Island con l’accusa di possesso di beni rubati. La sua fama di uomo violento cominciò a diffondersi: in un episodio noto, aggredì Robert Pate, affiliato alla famiglia Colombo. Gli agenti dell’FBI Joseph O’Brien e Andris Kurins, nel libro Boss dei Boss (1992), lo descrissero così:
"Era fondamentalmente un pitbull con le scarpe. Se possedeva qualche abilità imprenditoriale oltre a orchestrare estorsioni o calcolare interessi su prestiti usurai, non si notava. In un ambiente non noto per la raffinatezza verbale, Bilotti spiccava per la sua inarticolatezza... Era basso - un metro e settanta. Tarchiato - novantanove chili di muscoli. Portava un parrucchino scadente. Non aveva tatto, né fascino, né senso dell’umorismo. Aveva una bocca grande e occhi piccoli troppo ravvicinati. Il concetto di autocontrollo gli era totalmente estraneo."
Era anche considerato un sicario per la squadra dei D’Alessio, e secondo alcune fonti fu coinvolto in almeno undici omicidi.
Nel 1970, Bilotti viveva al 33 di Kensington Avenue a Staten Island. In aprile, fu arrestato insieme al complice Thomas Papanier dopo aver abbandonato alcune armi, poco dopo una sparatoria a Jamesburg, nel New Jersey. Un adolescente afroamericano, Emory Parks, fu colpito superficialmente alla testa da pallini da caccia. A causa delle tensioni razziali in corso nella zona, la polizia era in stato d’allerta e arrestò rapidamente i due uomini, accusandoli di porto illegale di armi. Tuttavia, furono incriminati solo per possesso illegale di armi da fuoco.
Nel 1971, John D’Alessio avrebbe reclutato Bilotti e suo fratello Joseph per eliminare Thomas “Tommy Edwards” Ernst, compagno di sua figlia Theresa. Ernst, indebitato con due mafiosi di Staten Island, sopravvisse a un primo tentativo di omicidio il 31 agosto in una tavola calda di Grasmere. Due giorni dopo, fu attirato in un’imboscata vicino alla residenza estiva dei D’Alessio nei Monti Pocono, in Pennsylvania. Ma anche questo secondo attentato fallì: Theresa, inaspettatamente armata di un fucile semiautomatico, rispose al fuoco. Nonostante avesse inizialmente identificato i sicari, Ernst ritirò la denuncia. Venne infine ucciso il 6 aprile 1972, colpito da un uomo armato sul portico della casa di John D’Alessio a Great Kills, mentre andava a trovare Theresa.
Bilotti si sposò due volte: la prima moglie, Catherine, morì di cancro nei suoi trent’anni. Successivamente sposò Donna, proprietaria di un salone di bellezza a Brooklyn. Aveva un figlio gravemente autistico, ricoverato fin dall’infanzia in una struttura specializzata; Bilotti lo visitava regolarmente, ma ne parlava raramente. Fu testimone di nozze dell’attore Gianni Russo, anche lui originario di Staten Island. Un altro fratello, Jimmy, lavorò per anni a Las Vegas al fianco del cantante Frank Sinatra, tra gli anni ’70 e ’80.

### Il rapporto con Castellano
Nel corso degli anni, Thomas Bilotti divenne uno dei più stretti collaboratori e confidenti di Paul "Big Pauly" Castellano, un altro potente caporegime della famiglia Gambino. Castellano vedeva in lui un potenziale notevole e lo prese sotto la sua ala, trattandolo come un vero e proprio protetto. Bilotti divenne così il suo autista personale, guardia del corpo e uomo di fiducia, incaricato anche di far rispettare le sue direttive con la forza quando necessario. Nonostante Castellano cercasse di proiettare un'immagine sofisticata e imprenditoriale, scelse il rozzo e brutale Bilotti proprio per la sua lealtà incrollabile, il suo coraggio, la sua dedizione e la sua efficienza. Come raccontano gli agenti dell’FBI Joseph O’Brien e Andris Kurins:
“Finché serviva Paul Castellano, Tommy Bilotti era deferente, silenzioso, vigile ma tranquillo, come un cane sul tappeto. Trovava la propria autostima nell’adorazione del padrone. Ma quando veniva mandato in missioni da solo, i problemi iniziavano. Lontano dagli occhi del Boss, diventava impulsivo, cercava di fare il gradasso, esagerava. Si faceva prendere da una creatività sadica, aggiungendo crudeltà gratuita in situazioni che avrebbero richiesto solo una fredda efficienza.”
In un episodio emblematico, Bilotti entrò in un bar di Staten Island armato di mazza da baseball per riscuotere un pagamento da un proprietario che era ancora convalescente per un pestaggio subito settimane prima. Dopo aver insultato clienti e titolare, si sbottonò i pantaloni e ordinò al proprietario di inginocchiarsi, dicendo agli astanti:
“Vedete? Gli piace.”
La sua natura imprevedibile e violenta era ben nota all’FBI. Bruce Mouw, supervisore della squadra C-16 che indagava sulla famiglia Gambino, avvertì l’agente O’Brien:
“Non parlare mai con Tommy Bilotti da solo. Non segue le regole. Ha la miccia corta.”
In un'altra occasione, O’Brien lo seguì fino al salone di bellezza della seconda moglie Donna. Bilotti uscì da una porta sul retro, salì su un’altra auto e si affiancò alla macchina da cui l’agente lo stava sorvegliando. Secondo il racconto di O’Brien:
“Quando Bilotti si arrabbiava, era come un reattore nucleare in fase di meltdown. Una volta superata la soglia, l’energia esplodeva, cresceva da sola fino a devastare tutto intorno. La voce diventava un urlo, le frasi sempre meno comprensibili. A un certo punto sputava solo insulti e parole a caso, con la faccia viola e le vene che pulsavano sul collo da pitbull.”
Dopo la morte di Carlo Gambino nel 1976, Castellano divenne il nuovo boss della famiglia. La sua nomina creò una frattura interna: da una parte c’era la fazione dei "colletti bianchi" guidata da lui, dall’altra quella "operaia" sotto il comando del sottocapo Aniello "Neil" Dellacroce. Bilotti fu ufficialmente “fatto” (made - ossia divenne un uomo d'onore, un membro della famiglia a pieno titolo) nell’ottobre del 1977, seguito dal fratello maggiore Joseph nel 1980.
Quando Castellano si trasferì nella sua sontuosa villa a Todt Hill, Bilotti andò a vivere poco distante, in una casa più modesta, ma era spesso ospite fisso a cena e considerato parte della cerchia familiare. Quando Castellano intraprese una relazione con la domestica Gloria Olarte, fu proprio Bilotti a mantenerne il segreto con la moglie del boss, Nina. Insieme a Salvatore Barbato, Bilotti si occupava della sicurezza personale di Castellano e della sua proprietà. I due trascorrevano spesso le vacanze a Pompano Beach, in Florida.
Nel 1981, Castellano lo promosse a caporegime, affidandogli una squadra di soldati, tra cui suo fratello Joseph e John Gambino. Oltre a un vasto giro di prestiti a usura, Bilotti ricevette in gestione diverse attività redditizie grazie alla fiducia di Castellano. Tra queste, la società Scara-Mix, con sede a West New Brighton, che si occupava della fornitura di calcestruzzo e che riusciva a ottenere appalti pubblici milionari. Solo tra il 1984 e il 1986, Scara-Mix ricevette oltre 2 milioni di dollari in subappalti per lavori municipali e della metropolitana.
Il figlio di Castellano, Philip, fu nominato presidente della società, mentre Bilotti ne era il vicepresidente e supervisionava i progetti a New York e nel New Jersey. Inoltre, Bilotti aveva grande influenza sul sindacato degli idraulici Steam Fitters, sezione locale 638, rappresentato da George Daly, un suo affiliato. Daly fu agente sindacale fino al 1987, quando venne condannato per aver accettato tangenti in cambio della “pace sindacale” nei cantieri.

### La cospirazione
La morte di Aniello Dellacroce per un cancro, avvenuta il 2 dicembre 1985, diede il via a una catena di eventi che avrebbe portato, appena due settimane dopo, all’assassinio di Paul Castellano.
La tensione all’interno della famiglia Gambino era ormai insostenibile. Un gruppo di affiliati, composto da membri fedeli alla fazione di Dellacroce e da alcuni ex sostenitori dello stesso Castellano, iniziò a complottare per eliminarlo e mettere al suo posto John Gotti, determinato ad assumere la guida dell'organizzazione. I principali cospiratori erano Gotti, Joseph "Joe Piney" Armone, Frank "Frankie D" DeCicco, Robert "DiB" DiBernardo e Salvatore "Sammy the Bull" Gravano. Questo gruppo veniva soprannominato the fist (il pugno) per la sua coesione e determinazione.
Diversi motivi alimentarono la decisione di eliminare Castellano. Primo fra tutti, la sua mancata presenza al funerale di Dellacroce, interpretata come un grave affronto dalla famiglia del defunto e dai suoi fedelissimi. In secondo luogo, Castellano aveva promosso il suo autista e guardaspalle, Thomas Bilotti, a sottocapo - una scelta che suscitò sdegno e risentimento all’interno della famiglia, poiché molti ritenevano Bilotti inadatto al ruolo e si consideravano più meritevoli di lui. Inoltre, circolavano voci sul coinvolgimento del gruppo di Gotti nel traffico di droga, e Castellano aveva lasciato intendere che avrebbe sciolto quella crew se i sospetti fossero stati confermati.
Inizialmente, Gravano propose di uccidere sia Castellano che Bilotti mentre facevano colazione in una tavola calda. Tuttavia, i piani cambiarono quando DeCicco informò Gotti che Castellano avrebbe avuto un incontro il 16 dicembre allo Sparks Steak House di Manhattan con alcuni affiliati della famiglia. Fu allora che i cospiratori decisero che quello sarebbe stato il momento perfetto per colpire.

## Morte
Lunedì 16 dicembre 1985, Thomas Bilotti accompagnò Paul Castellano al previsto incontro serale allo Sparks Steak House, nel cuore di Midtown Manhattan, all’angolo tra la East 46th Street e la Third Avenue. Ad attenderli, nei pressi dell’ingresso del ristorante, c’era una squadra di sicari composta da Salvatore Scala, Edward Lino e John Carneglia. Poco più in là, pronti a intervenire se necessario, erano posizionati i tiratori di riserva: Dominick Pizzonia, Angelo Ruggiero e Tony Rampino. John Gotti, insieme a Salvatore Gravano, osservava la scena da una macchina parcheggiata dall’altro lato della strada.
Verso le 17:26, nel momento in cui Castellano scendeva dall’auto, i killer si avvicinarono rapidamente e gli spararono diversi colpi. Secondo alcune testimonianze, fu John Carneglia a infliggere il colpo mortale alla testa del boss. Subito dopo, anche Bilotti venne freddato mentre cercava di uscire dalla portiera del conducente. Poco dopo l’esecuzione, Gotti passò lentamente con l’auto davanti alla scena del crimine per osservare i corpi a terra, confermando con i propri occhi l’avvenuta eliminazione.

### Conseguenze
Thomas Bilotti è sepolto a circa cinquanta metri da Paul Castellano nel cimitero Moravian di New Dorp, a Staten Island. Alla sua morte, lasciò dieci figli, tra cui una bambina di appena sei settimane. La moglie Donna fu profondamente sconvolta dall'accaduto: subì un crollo nervoso e perse il bambino che portava in grembo. Il redditizio giro di usura gestito da Bilotti fu affidato a Joe Watts, che ricevette il cosiddetto shylock book - l'elenco dei debitori - come ricompensa per aver partecipato all’omicidio di Castellano in qualità di tiratore di riserva.
La casa che Bilotti aveva posseduto a Staten Island fu in seguito acquistata dall’attore Steven Seagal.
Cinque anni dopo l’omicidio di Castellano, nel tardo 1990, l’FBI arrestò John Gotti con l’accusa di associazione a delinquere di stampo mafioso. Dieci giorni dopo gli venne negata la libertà su cauzione. Il 2 aprile 1992, grazie alla collaborazione di Salvatore "Sammy the Bull" Gravano, che divenne testimone del governo, Gotti fu riconosciuto colpevole di numerosi capi d’accusa, tra cui gli omicidi di Castellano e Bilotti. Il 23 giugno fu condannato all’ergastolo in un carcere federale, dove morirà dieci anni dopo, nel 2002, a causa di un cancro alla gola.

## Nella cultura popolare
La figura di Thomas Bilotti è stata rappresentata in diverse produzioni televisive: da Richard Foronjy nel film Il boss dei boss (2001), da Ron Gabriel nel film per la TV Gotti (1996), e da Jerry Grayson nel film Witness to the Mob (1998), prodotto dalla NBC. Nel biopic Gotti - Il primo padrino (2018), è apparso interpretato da un attore non accreditato.